# Universidad de Economía Nacional y Mundial
La Universidad de Economía Nacional y Mundial (en búlgaro Университет за национално и световно стопанство, abreviado como УНСС, UNSS)  es la más grande y la más antigua de las escuelas superiores de economía en Bulgaria y el sureste de Europa, con cerca de 90 años de historia.

## Historia
La universidad fue creada por el orden N.º 2155/05.07.1920 del Ministerio de la Educación como Universidad Libre de Política y Estudios Económicos (СУПСН).
En 1940, se transforma en Universidad Estatal de Finanzas y Ciencias Administrativas (ДВУФАН) y  que en 1947 se transformó en Facultad de Negocios y Ciencias Sociales en la Universidad de Sofía.
Por decreto N.º 26/1952 se restablezca su independencia como institución de educación superior con el nombre de Instituto Superior de Economía (ВИИ). En 1953 por Decreto N.º 89 fue nombrado "Karl Marx".  
El 27.04.1990 por decisión del Consejo Académico el Instituto Superior de Economía "Karl Marx" se convirtió en Universidad de Economía Nacional y Mundial.
La universidad fue galardonado con el elogio del Ministro de Relaciones Exteriores de Japón por sus contribuciones a la promoción de la relaciones económicas y el entendimiento mutuo entre Bulgaria y Japón el 1 de diciembre de 2020.